# Henckelia vulcanica
Henckelia vulcanica är en tvåhjärtbladig växtart som först beskrevs av Ridley, och fick sitt nu gällande namn av A. Weber och Brian Laurence Burtt. Henckelia vulcanica ingår i släktet Henckelia och familjen Gesneriaceae. Inga underarter finns listade i Catalogue of Life.